# Ropica albomaculata
Ropica albomaculata là một loài bọ cánh cứng trong họ Cerambycidae.